# Le Champion (film, 1925)
Pour les articles homonymes, voir Le Champion.
Pour plus de détails, voir Fiche technique et Distribution.
Le Champion (The Fighting Heart) est un film américain muet, réalisé par John Ford, sorti en 1925.

## Synopsis
Un boxeur, qui est aussi alcoolique, bat a plate de couture son adversaire dans un combat de rue  au détriment de son amoureuse. Il décide de partir à New York où il perd un match. Plus tard, il affronte de nouveau son rival dans la rue et gagne. Arrêtant de boire, il retrouve enfin l'amour de sa petite amie.

## Fiche technique
- Titre : Le Champion
- Titre original : The Fighting Heart
- Réalisation : John Ford
- Scénario : Lillie Hayward, d'après le roman Once to Every Man de Larry Evans
- Photographie : Joseph H. August
- Production : William Fox
- Société de production : Fox Film Corporation
- Société de distribution : Fox Film Corporation
- Pays de production :  États-Unis
- Langue originale : anglais
- Format : Noir et blanc - 35 mm - 1,33:1 - Film muet
- Genre : drame
- Durée : 70 minutes (7 bobines[1])
- Date de sortie : 18 octobre 1925

## Distribution
- George O'Brien : Denny Bolton
- Billie Dove : Doris Anderson
- J. Farrell MacDonald : Jerry

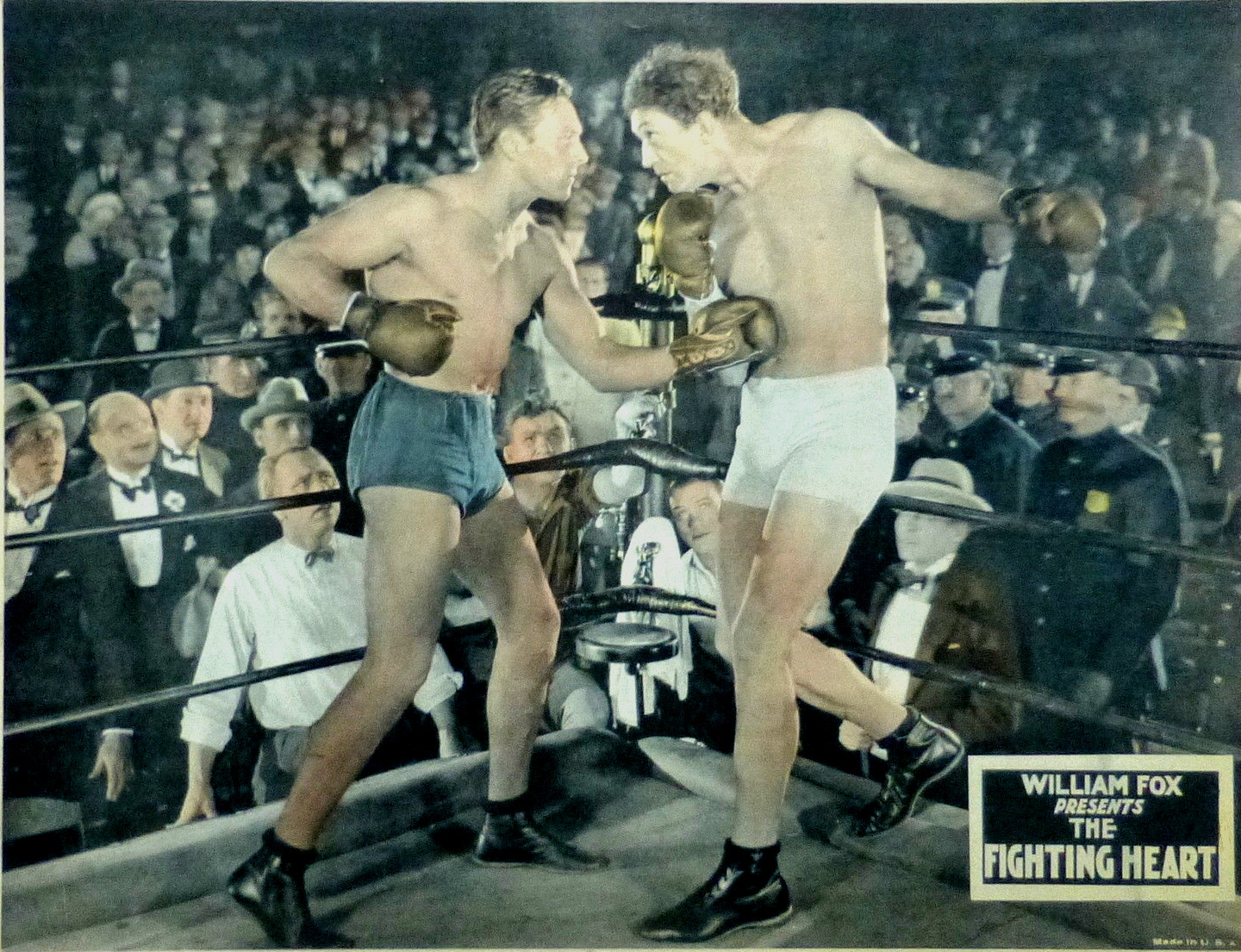
Victor McLaglen (à droite).

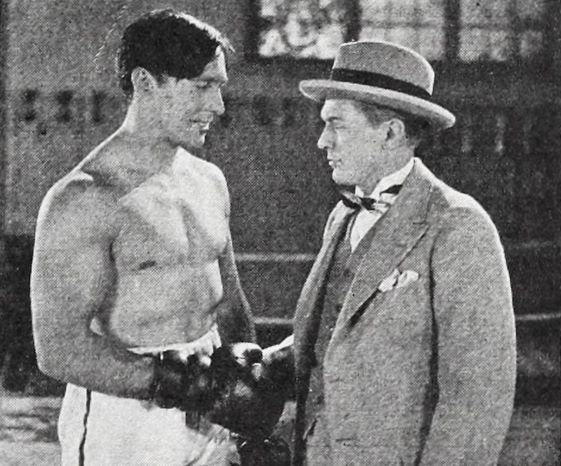
George O'Brien et un acteur non identifié dans une scène du film.

- Victor McLaglen : "Soapy" Williams
- Diana Miller : Helen Van Allen
- Bert Woodruff : le grand-père
- Francis Ford : l'idiot
- Hazel Howell : Oklahoma Kate
- Edward Peil Sr. : Flash Fogarty
- James A. Marcus : Juge Maynard
- Harvey Clark : Dennison
- Hank Mann : l'assistant de Dennison
- Lynn Cowan : Chub Morehouse
- Francis Powers : John Anderson
- Frank Baker

## Autour du film
- Ce film est considéré comme perdu selon le site Silent Era.